# Prickenis
Prickenis of Klein Geitsbach is een hoeve en voormalig adellijk huis ten zuidoosten van de Nederlandse buurtschap Ten Esschen, provincie Limburg.

## Geschiedenis
De oudste vermelding van Prickenis dateert uit 1381, toen Koenraad Pryck door het Land van Valkenburg werd beleend met 'De Hoef Prickenis of klein Geitsbach'. Het zou gaan om een riddergoed, waardoor de adellijke eigenaar ook lid kon worden van de Valkenburgse ridderschap. Na de familie Prick ging het huis rond 1475 over naar Herman Muylken. Hij werd in 1489 opgevolgd door Peter van den Nieuweborch.
In 1537 werd Aert van Hoogsteden met Prickenis beleend. Hij overleed rond 1544 en zijn opvolger werd Lambert van Bentzenraad, schepen te Aken. Hij was getrouwd met Anna van Mirbach en toen zij in 1586 overleed, werden de bezittingen onder de kinderen verdeeld. Hun dochter Catharina van Benzenrade liet Prickenis na aan haar eigen dochter Anna Hoen van Hoensbroek. Omdat Anna trouwde met Johan Spies von Büllesheim kwam Prickenis in 1615 in zijn familie terecht.
In de 18e en 19e eeuw volgden diverse eigenaren elkaar op. Midden 19e eeuw werd Prickenis bij het landgoed Terworm gevoegd. Eigenaar baron de Loë verkocht in 1917 Terworm aan de Oranje-Nassau Mijnen, inclusief Prickenis.
Van 1958 tot 1986 woonde kunstenaar Cor van Geleuken in het huis Prickenis.
In 1988 werden zowel Terworm als Prickenis verkocht aan de familie Van der Valk. Via Natuurmonumenten kwam het in de 21e eeuw terecht bij de familie Boomsma.

## Beschrijving
Er is weinig bekend over de bouwhistorie van het kasteel Prickenis. Kaarten uit de eerste helft van de 19e eeuw tonen een brede omgrachting, maar waar oorspronkelijk het kasteel heeft gestaan is niet duidelijk. Begin 19e eeuw bestond het gebouwencomplex nog uit drie besloten binnenplaatsen, maar de kadastrale kaart van 1822 laat zien dat door de afbraak van een langgerekte vleugel de twee zuidelijke binnenplaatsen niet langer gesloten waren. Hierna zijn alle gebouwen rondom deze twee binnenplaatsen afgebroken.
De bebouwing rond de noordelijke binnenplaats is grotendeels behouden gebleven. Het woongedeelte bevindt zich aan de zuidoostzijde en heeft twee bouwlagen onder een wolfsdak. De dwarsvleugel rechts van het woongedeelte geeft toegang tot de binnenplaats. Het hoektorentje is in de 19e eeuw toegevoegd. Van de grachten is weinig overgebleven.
De gevelsteen die een ridder en het jaartal 1381 toont, is in de 20e eeuw gemaakt door kunstenaar Cor van Geleuken. Hij maakte tevens het veldkruis dat aan de voorzijde van Prickenis hangt.
Aerwinkel · Kasteel Afferden · Aldt Huys · Aldenborgh · Kasteel Aldenghoor · Aldenhoven · Alte Burg · Kasteel Amstenrade · Slot Annendael · Kasteel Arcen · Baersdonck · Bakvliet · Baronsberg · Baxhof · Beegden ·  Benzenrade · Kasteel De Berckt · Kasteel Bethlehem · Beusdaelshof · Binsfeld · Huis Blankenberg · Kasteel Bleijenbeek · Blitterswijck · Boerlo · Bolberg · Bollenberg · Kasteel De Bongard · Borggraaf · Kasteel d'Erp · Kasteel Borggraaf · Kasteel Borgharen · Kasteel Born · Huis Bree · Breust · Kasteel Broekhuizen · Broekhuizen · Gracht Burggraaf · Kasteel De Burght · Kasteel Cartils · Cloppenburg (Oost-Maarland) · Kasteel Cortenbach · Huis De Dael · Dammerscheid · Kasteel De Bockenhof · De Donck (Sevenum) · De Donck (Swolgen) · De Dorth ·  Huis ten Dijcken · Kasteel Doenrade · De Doom · Douve · Douvenrade · De Dries · Kasteel Erenstein · Kasteel Eijsden · Eijsden · Einrade · Kasteel Elsloo · Ensenbroek · Eperhuis · Etzenraderhuuske · Exaten · Kasteel Eijckholt · Kasteel Eyckholt · Eys · Gastendonck · Kasteel Genbroek · Gebroken Slot · Kasteel Geijsteren · Kasteel Op Genhoes · Kasteel Genhoes · Genneperhuis · Kasteel Het Geudje · Kasteel Geulle · Kasteel Geusselt · Geijsteren · Gen Heck · Ghoor · Kasteel Goedenraad · Kasteel Grasbroek · Kasteel Groenendaal · Groethof · Groot Paarlo · Kasteel van Gronsveld · De Gun ·Kasteel Haeren · Kasteel Den Halder · Heerlaer · Heeze · Heijen · 's-Herenanstel · Kasteel Hillenraad · Kasteel Hoensbroek · Hoenshuis · Holstrate · Holtmühle · Huize Holtum · Kasteel Horn · De Horst · Huys ter Horst · Ten Hove (Grathem) · Ten Hove (Panningen) · Huis Brias · Huis Darth ·  Kasteel Hurpesch · Kasteel Sint-Jansgeleen · Kasteel Jerusalem · Kasteel Kaldenbroek · Den Kamp · Kasteel Karsveld · Kasteel Keverberg · Klein Paarlo · Klimmender Huuske · De Kolck · Koppelberg · Laar · Landsfort · Kasteel Lemiers · Kasteelruïne Lichtenberg · Kasteel Limbricht · Lonesteyn · Huize Lovendael · Mazenburg · Kasteel van Meerlo · Kasteel Meerssenhoven · Meezenbroek · Kasteel van Mheer · Middelaar · Kasteel Millen · Kasteel Montfort · Movert · Mulrode · De Munt · Château Neercanne · Kasteel Neubourg · Nienghoor · Huis Nierhoven · Kasteel Nieuwenbroeck · Nije Huys · Kasteel Nijenborgh · Kasteel Nijswiller · Nijthuysen · Kasteel Obbicht · Oedenrade · Kasteel Ooijen · Kasteel Oost (Valkenburg) · Kasteel Oost (Oost-Maarland) · Kasteel Ouborg · Overen · Kasteel Passarts-Nieuwenhagen · Prickenis · Prinsenhof · Puth · De Putting · Raath · De Raay · Ravenhof · Kasteel Reijmersbeek · Kasteel van Rijckholt · Kasteel Rivieren · Rodenbroek · Rosendaal · Kasteel Schaesberg · Kasteel Schaloen · Te Scharen · Schenkenburg · Kasteel Scheres · De Spijker (Geijsteren) · De Spijker (Leeuwen) · Huis Severen · Sibberhuuske · Château St. Gerlach · Spraland · Huis De Spyker · Huize Stalberg · Stalberg (Wellerlooi) · De Steeg · Kasteel Stein · Steinhagen · Steenen Huis · Stoel van Swentibold · Strijthagen (Landgraaf) · Strijthagen (Welten) · Struyver · Kasteel Terborgh · Terlinden (Wijnandsrade) · Terveurdt · Ter Weyer · Kasteel Ter Worm · De Tombe · Huis De Torentjes · Triest · Trippaert · Kasteel Vaalsbroek · Kasteel Vaeshartelt · Valkenburg · Vliek · De Vroenhof · Vrijburg · Kasteel Wambach · Warenberg · Well · Weyershof ·  Wijlre · Kasteel Wijnandsrade · Wijnandsrade · Wijnantshof · Wissegracht · Huize Witham · Kasteel Wittem · Wolfrath · Wylre